# Сліди на снігу (фільм, 1955)
«Сліди на снігу» — радянський детективний художній фільм, знятий в 1955 році режисером Адольфом Бергункером за однойменною повістю Георгія Брянцева.

## Сюжет
Дія фільму відбувається у післявоєнні роки. Одного разу якутський мисливець Бикадиров знаходить в тайзі дивні і таємничі сліди, що вели в селище. У селищі тільки що вчинено вбивство начальника геологічної експедиції; він був убитий пострілом з пістолета. Для того, щоб розслідувати злочин, з Москви приїжджає група співробітників Комітету державної безпеки. Диверсанти бояться викриття, залишають селище і слідують до обумовленого місця; у цьому місці їх повинен чекати американський літак. Співробітникам держбезпеки вдається затримати злочинців, а також екіпаж літака, що прилетів за ними…

## У ролях
- Володимир Краснопольський —  Роман Лукич Шелестов, майор КДБ
- Володимир Гусєв —  Григорій Петренко, лейтенант КДБ
- Євгенія Тен —  Надія Еверстова, радистка
- Петро Решетников —  Інокентій Назарович Бикадиров, старий-мисливець
- Костянтин Адашевський —  Яків Степанович Винокуров, начальник комплексної експедиції № 87
- Олег Жаков —  Василь Михайлович Бєлолюбський, шпигун, зрадник Батьківщини
- Михайло Медведєв —  Іван Шараборін, кримінальник
- Антс Ескола —  диверсант в літаку
- Содном Будажапов —  Очуров
- М. Гермогенова —  дружина Очурова
- Георгій Гумільовський —  Пахомич, сторож в селищі
- Зана Заноні —  Зінаїда Миколаївна Замятіна, співробітниця експедиції
- Борис Льоскін —  Васін, монтер
- Борис Ільясов —  льотчик
- Олександр Борисов —  Громов, полковник КДБ

## Знімальна група
- Автор сценарію:  Георгій Брянцев
- Режисер-постановник:  Адольф Бергункер
- Режисери:  Євген Немченко, М. Шейнін
- Оператор-постановник:  Веніамін Левітін
- Оператор: Семен Іванов
- Композитор:  Орест Євлахов
- Звукооператор:  Арнольд Шаргородський
- Художник:  Олексій Федотов
- Костюми:  Лідія Шильдкнехт
- Грим: А. Грибов
- Комбіновані зйомки: оператор Ілля Гольдберг, художник І. Денисов
- Редактор: Дмитро Іванєєв
- Монтаж: А. Рузанова
- Консультант: полковник Б. Єсіков
- Директор: С. Голощокін